# 中国人民銀行
中国人民銀行（ちゅうごくじんみんぎんこう、簡体字中国語: 中国人民银行、拼音: Zhōngguó Rénmín Yínháng、英語: People's Bank of China）は、中華人民共和国の中央銀行である。

## 沿革

### 設立
戦時中に中国共産党の革命根拠地にあった「華北銀行」（河北省石家荘）、「北海銀行」（山東省済南）、「西北農民銀行」（陝西省延安）の3行を合併させて、1948年12月1日に「中国人民銀行」が設置された。。12年間続いたハイパーインフレーション下にあり、例えば上海では1949年6月から1950年2月までの間に卸売物価指数は約21倍となるなど、経済がほぼ崩壊した中での創設だった。中国人民銀行は、政務院（国務院の前身）の直属部門として財政経済委員会の指導下で、新しく国民経済体制を支える金融体制を構築することになった。まず、同行は各地に支店を開設し、国家銀行の体制を作った。既存の金融機関に対しては、外国銀行の場合はその特権を取消し、大手官僚資本銀行の場合は、その管理を引き受けることとした。市中銀行は同行の管理下に入り、最終的には同行の一部になった。同行は通貨を発行できる唯一の機関であり、発行準備は金（ゴールド、金本位制）ではなく、国家の保有する物資とした。このことは、実際に供給できる価値以上に紙幣を発行しないことを意味し、それによって貨幣価値を保とうとしたのである。同行は中国での外貨の流通を禁止し、流通通貨を「人民元」に統一した。「人民元」の価値を安定させるため、政府は物価連動型国債を発行し、同行も物価連動型の預金商品を開発して資金を集めた。
1949年から1952年の3年間の経済回復期が終わった頃、同行は中国各地にある支店ネットワークを通じて資金を吸収する体制をほぼ整えた。同行は預金以外に、貸出、送金、外国為替などの銀行業務も行っていた。これが、中国建国後から改革開放までの約30年間続いた同行による「大一統」体制（単一銀行体制）の確立であった。この体制下のもとで同行は中央銀行であると同時に一般銀行業務を行う国内唯一の銀行だった。中国全土の銀行窓口が中国人民銀行の組織で、機能によって本店、支店、分支店、事務所、貯蓄所などに分かれていた。

### 財務部統合
1966年に文化大革命が起きると極左思想の影響で、商品と貨幣の存在が否定され、銀行運営は大打撃を受けた。
1967年1月中央政府は銀行資金の管理について通達を出し、同行に対しても、あらゆる国家機関、国営企業、事業体からの支払い要求に対して、国家規定に沿うものでなければ一切支払わないように命ぜられた。
1968年に国務院が、財政の安定のために同行の預金凍結を命じた。翌1969年には同行は国務院財政部に併合され、各地にあった同行の支店や事務所も各地方の財政部門に統合された。同行は独立性を失い、財政部門と計画経済部門の記帳係と出納係となった。この状態は文化大革命の終結まで続いた。

### 改革開放路線と再設立
1978年12月18日、中国共産党第十一期中央委員会第三回全体会議で中国の改革開放政策路線を確立した。会議では、それまでの政治的階級闘争を最優先課題とする考えに終止符を打ち、「社会主義現代化建設」、つまり国家の経済建設を仕事の中心とする戦略を決定した。金融改革は会議の最重要課題のひとつで、その中でも中央銀行の確立が急務となった。 
1979年1月4日に鄧小平が、「今の銀行は勘定計算と会計のことしかやっていない。本当の銀行の機能を果たしていない。銀行は経済発展と技術革新のテコとなるべきだ」と述べ、金融改革の基本方針が示された。同年、同行から中国農業銀行、中国銀行と中国人民建設銀行（現；中国建設銀行）が分離され、それぞれ国務院直属の国有専業銀行とした。具体的には、同年2月に国務院が「中国農業銀行の回復に関する通知」を公布し、中国農業銀行が分離され、農村改革を支援する業務を担当することになった。同年3月に国務院は中国銀行の分離を決定し、外国為替業務を担当させた。さらに、同年8月には、中国人民建設銀行が分離され、主に長期建設資金業務を担当するようになった。
1982年7月、国務院は同行の位置付けを「中国の中央銀行であり、国務院指導下の全国組織を統一管理する国家機関である」とする文書を出し、翌1983年9月17日には、同じく国務院が『中国人民銀行が中央銀行機能を専門的に行使することに関する決定』を公布した。これにより、1984年1月1日より同行が中国の中央銀行の機能を専管的に行使することになり、中国の新しい中央銀行体制がスタートした。これと同時に、それまで同行が兼ねていた一般銀行業務を、新たに設けた中国工商銀行に引き継がせた。
1993年7月、国務院常務副総理の朱鎔基が当時の行長である李貴鮮を解任して自ら兼務して改革を断行した。1995年には全国人民代表大会が「中華人民共和国中国人民銀行法」を制定して、財政部からの独立性が確保され、中央銀行機能に特化することが規定された。しかし、あくまで国務院に帰属して指導を受けるために独立した金融政策や為替政策の判断はできない同行は政府の意向を受けて為替操作を行ってきたとも評され、2008年の世界金融危機の際には当時の行長である周小川の反対を押し退けて国務院副総理の王岐山の指示に従って大規模な金融緩和を実行している。
2014年から同行はドル決済への依存や流通コストの軽減とマネーサプライの管理および消費行動の監視強化を目的に中央銀行デジタル通貨の開発を世界に先駆けて始めた中央銀行の1つであり、2020年10月から同行は深圳市において行った1000万人民元相当のデジタル人民元を発行する初の公開実験を皮切りに利用を拡大させ、中国は主要国では初めて中銀デジタル通貨を普及させた国となった。

## 法規
「中華人民共和国中国人民銀行法」によって規定され設置されている。8章53条から構成され、1995年３月の第八期全国人民代表大会で採択された。その後2003年12月の第十期全国人民代表大会で一部改正されている。

## 業務
2008年に国務院の再編が全国人民代表大会で決議され、同行は国務院27部門の一つとして位置付けれられている。すなわち国務院は、組成部門、直属機構、弁事機構、直属事業単位などから構成されているが、同行は27ある組成部門の一つとなっている。また同行の職務責任については、以下の項目となっている。
1. 金融関連の法律と行政法規の草案作成、金融機関運営規則の改善と完備、職責履行の関連命令や規則の公布
2. 法律に基づく金融政策の制定と実施
3. 銀行間コール市場、銀行間債券市場、外国為替市場、金市場の監督管理
4. 人民元の為替政策の確立、人民元為替レートの合理的水準の維持、外国為替管理の実施、国家外貨準備と金準備の保有・管理と運営
5. 人民元通貨発行と流通管理
6. 国庫の管理
7. 関連部門と連帯して支払い決済規則の制定、支払いおよび決済システムの正常運営の維持
8. 金融部門の包括的な統計制度の制定と実施調整、統計データのまとめとマクロ経済の分析と予測

## 行長
中国人民銀行の最高責任者は「行長（日本銀行では総裁）」であり、国務院総理の推薦で全国人民代表大会（全人代）の決議によって任命される。。全人代休会期間中は、大会常務委員会の決定で国家主席が任命もしくは解任できる。
- 南漢宸 1949年10月～1954年10月
- 曹菊如 1954年11月～1964年10月
- 胡立教 1964年10月～文革期間
- 陳希愈 1973年5月～1978年1月
- 李葆華 1978年5月～1982年5月
- 呂培倹 1982年5月～1985年3月
- 陳慕華 1985年3月～1988年4月
- 李貴鮮 1988年4月～1993年7月
- 朱鎔基 1993年7月～1995年6月
- 戴相竜 1995年6月～2002年12月
- 周小川 2002年12月～2018年3月
- 易綱 2018年3月～ 2023年7月
- 潘功勝（中国語版） 2023年7月〜

## 構成

### 組織
「行長」以下の上層幹部の構成は「副行長」5名、「規律委員会書記」1名、「行長助理」3名からなる。2017年12月現在においての副行長は易綱・潘功勝・范一飛・陳雨露・殷勇、規律委員会書記は王鴻津、総裁補佐は張曉慧・劉国強の各氏である。 

### 分支機構
- 中国人民銀行営業管理部（北京）
- 重慶営業管理部（重慶）

同行の中国国内の支店は、1983年から1998年までは行政区によって設置されていたが、1998年以降、地方政府との癒着をなくすため、行政府をまたぐ9つの地域に再構築された。
- 天津分行
- 瀋陽分行
- 済南分行
- 南京分行
- 上海分行
- 武漢分行
- 西安分行
- 成都分行
- 広州分行

### 駐外代表機構
- 駐アメリカ代表処（ニューヨーク）
- 駐ヨーロッパ代表処（ロンドン）
- 駐フランクフルト代表処
- 駐東京代表処
- 駐アフリカ代表処（ナイジェリア）
- 駐コロンビア開発銀行代表処（ボゴタ）

## 外部サイト
- 中国人民銀行公式サイト（中国語および英語）